# Fonte Nuova
Fonte Nuova là một đô thị trong tỉnh Roma, vùng Lazio, Ý. Đô thị này có diện tích km2, dân số thời điểm năm 2009 là người. Fonte Nuova có cự ly km về phía so với thủ đô Roma.